# Hamadera
Hamadera é um gênero de traça pertencente à família Agonoxenidae.